# 하도 (통영시)
하도(下島)는 사량도와 함께 사량면을 이루는 주도로, 사량도와 근접한 위치에 있다.사량도의 아래쪽에 있으며 위치한 행정구역으로는 읍덕리와 양지리가 있다.칠현산이 섬의 대부분을 차지하고 있으며 덕동여객선터미널이 위치해 있다. 